# Eunice Newton Foote
Eunice Newton Foote (ur. 17 lipca 1819 w Goshen, zm. 30 września 1888) – amerykańska uczona, wynalazczyni i działaczka na rzecz praw kobiet z Seneca Falls w stanie Nowy Jork.
Jako pierwsza badała oddziaływanie promieniowania z różnymi gazami, dwutlenkiem węgla i parą wodną. W artykule „Czynniki wpływające na ogrzewanie promieniami Słońca” w The American Journal of Science and Arts przedstawiła popartą badaniami hipotezę o tym, że wzrost stężenia dwutlenku węgla w atmosferze podniósłby jej temperaturę. Wyniki jej badań zostały przedstawione na konferencji American Association for the Advancement of Science (AAAS) w 1856 roku przez profesora Josepha Henry’ego dyrektora i założyciela Smithsonian Institution.

## Dzieciństwo i młodość
Urodziła się jako Eunice Newton, w 1819 roku, w Goshen w stanie Connecticut. Jej matką była Thirza Newton, a ojcem Isaac Newton Jr, pierwotnie z Goshen, Connecticut, a później rolnik i przedsiębiorca w East Bloomfield, w stanie Nowy Jork. Miała sześć sióstr i pięciu braci. Dorastała w Bloomfield w stanie Nowy Jork.
Eunice Newton uczęszczała do Troy Female Seminary, później przemianowanego na Emma Willard School. W latach 1836–1838 uczyła się tam podstaw metody naukowej pod kierunkiem Amosa Eatona. Studentki seminarium mogły uczęszczać na zajęcia w pobliskim college’u, gdzie Foote poznała podstawy chemii i biologii. Tam zaznajomiła się z podręcznikami Almiry Hart Lincoln Phelps, siostry Emmy Willard, która była pionierką kobiet w nauce, ekspertką botaniki i trzecią kobietą pośród członków AAAS.

## Działalność na rzecz praw kobiet
Foote była członkinią komitetu redakcyjnego oraz (podobnie jak jej mąż) jedną ze 100 sygnatariuszy deklaracji konwencji Seneca Falls z 1848 roku, pierwszej konwencji na rzecz praw kobiet. Była jedną z pięciu kobiet, które przygotowały materiały konferencyjne, a także przyjaciółką sufrażystki Elizabeth Cady Stanton, inicjatorki zjazdu.

## Kariera naukowa – prowadzone badania
Foote przeprowadziła serię eksperymentów, w których badała działanie promieni słonecznych na różne gazy. Użyła dwóch (najprawdopodobniej) szklanych cylindrów, pompy do wytworzenia próżni i czterech termometrów rtęciowych. Najpierw umieściła dwa termometry w każdym cylindrze, a następnie za pomocą pompy próżniowej wypompowała powietrze z jednego cylindra i wtłoczyła je do drugiego. Pozwalając obu pojemnikom osiągnąć tę samą temperaturę, umieściła je w świetle słonecznym, aby zmierzyć zmianę temperatury po wystawieniu cylindrów na działanie promieni słonecznych. Powtórzyła ten eksperyment na powietrzu:
- sprężonym,
- suchym i wilgotnym,
- zwykłym i wzbogaconym w dwutlenek węgla.

Badając zachowanie ogrzewanych gazów pod wpływem działania promieni słonecznych, Foote doszła do wniosku, że dwutlenek węgla (CO2) zgromadził najwięcej ciepła, osiągając temperaturę 120 °F (49 °C), w porównaniu do zwyczajnego powietrza, które osiągnęło 90 °F (32 °C). Oba cylindry początkowo miały temperaturę 80 °F (około 26,5 °C). Podsumowując eksperyment, napisała: „Pojemnik zawierający ten gaz (dwutlenek węgla) uległ mocnemu rozgrzaniu – znacznie silniejszemu niż drugi. A po usunięciu (ze słońca) miał wielokrotnie dłuższy czas chłodzenia”. Odnosząc się do przeszłości Ziemi, Foote wysunęła hipotezę, że „atmosfera tego gazu (dwutlenku węgla) podniosłaby temperaturę Ziemi; a jeśli, jak się przypuszcza, w którymś okresie historii Ziemi powietrze zmieszało się z nim (dwutlenkiem węgla) w większym stosunku niż obecnie, to musiało to w rezultacie doprowadzić do wzrostu temperatury, zarówno ze względu na własności tego gazu, jak i wzrostu gęstości (powietrza)”.
Foote spisała swoje odkrycia w artykule zatytułowanym „Czynniki wpływające na ogrzewanie promieniami Słońca””, który został przedstawiony na ósmym dorocznym spotkaniu American Association for Advancement of Science 23 sierpnia 1856 roku w Albany, stan Nowy Jork. Wydaje się, że w tym czasie kobiety mogły samodzielnie prezentować na sesjach AAAS swoje prace, nie jest więc jasne, czemu Foote tego nie zrobiła. Wiadomo natomiast, że prezentacji jej referatu dokonał prof. Joseph Henry ze Smithsonian Institution. Przed przeczytaniem pracy Foote profesor Henry powiedział „nauka nie ma pochodzenia ani płci. Sfera kobiety obejmuje nie tylko to, co piękne i użyteczne, ale i to, co prawdziwe”. Artykuł Foote, podpisany jej nazwiskiem, został opublikowany w tym samym roku, w American Journal of Science and Arts. Pomimo tego, jej praca nie został zawarta w Proceedings from 1856, który był kompilacją publikacji ze spotkań AAAS 1856 roku. Wnioski z pracy Eunice Foote opublikowano w książce The 1857 Anneal of Scientific Discovery „Rocznik odkryć naukowych 1857”, w której zawarto opis działań naukowych z roku poprzedzającego publikację (s. 159–160). Podsumowanie ustaleń Eunice Foote opisano także w New York Daily Tribune, Canadian Journal of Industry, Science and Art, Scientific American oraz w europejskich czasopismach Jahresbericht w 1856 roku i Edinburgh New Philosophical Journal w 1857 roku. Eunice Foote i jej ustalenia nie zdobyły jednak należytego uznania: oba wydane w Europie streszczenia pominęły kluczowe wnioski dotyczące wpływu dwutlenku węgla na klimat, a streszczenie opublikowane w Edinburgh New Philosophical Journal błędnie przypisało autorstwo „Elishy Foote”, mężowi Eunice. W roku publikacji, Foote została wyróżniona we wrześniowym wydaniu Scientific American, poświęconym „Kobietom nauki” (Scientific Ladies). Redakcja Scientific American była pod wrażeniem jej popartych eksperymentami odkryć, jak napisano: „z radością możemy powiedzieć, że dokonała tego kobieta”.
Praca Foote wykazała, że na działanie ciepła słonecznego wpływa zawartość dwutlenek węgla i pary wodnej w atmosferze. Trzy lata później John Tyndall (europejski badacz, przez długi czas powszechnie uznawany za pierwszego naukowca zajmującego się klimatem) opublikował wyniki bardziej złożonych badań, które wykazały, że gazy takie jak para wodna i dwutlenek węgla przepuszczają promieniowanie widzialne, ale absorbują i emitują promieniowanie podczerwone i stąd bierze się ich ocieplający wpływ na klimat. Jego dzieło zostało opublikowane przez Proceedings of the Royal Society, do którego należał. Do dzisiaj nie rozstrzygnięto czy był świadomy badań które przeprowadzała Foote. Jakkolwiek, powołał się na pracę Pouilleta dotyczącą promieniowania słonecznego w atmosferze, prawdopodobnie nie zetknął się z pracą Foote’a lub nie uznał jej za wartą wzmianki.
Współcześnie pracę Foote skomentował w kontekście aktualnej wiedzy o klimacie różnych planet dr Ralph Lorenz. Zwrócił on uwagę, że zaobserwowane przez Foote pochłanianie podczerwonej części widma promieniowania słonecznego (0,8 do 3 μm) nie jest właściwie elementem efektu cieplarnianego, który polega na przepuszczaniu przez atmosferę widzialnego promieniowania słonecznego i absorbowaniu przez gazy cieplarniane promieniowania podczerwonego emitowanego z powierzchni Ziemi. Mechanizm zaobserwowany przez Foote co prawda pozwala na podgrzewanie atmosfery, ale ogranicza możliwość ogrzewania powierzchni Ziemi (tak jak zrobiłyby to duże ilości sadzy wprowadzone do stratosfery w scenariuszu globalnego konfliktu nuklearnego). W warunkach panujących obecnie na Ziemi większość energii promieniowania słonecznego dociera jednak do powierzchni planety, stąd dla jej średniej temperatury kluczowy jest efekt cieplarniany. W połowie XIX wieku zagadnienia te nie były jeszcze dobrze poznane, dopiero wspomniany wyżej Tyndall odkrył różnice w oddziaływaniu gazów cieplarnianych z falami o różnych długościach.
Foote zajmowała się także elektrycznością atmosfery, w sierpniu 1857 roku kolejna jej praca została opublikowana w Proceedings of the American Association for the Advancement of Science. W 1860 roku otrzymała również patent na „wypełnienie podeszw i butów” wykonane z „jednego kawałka wulkanizowanego kauczuku”, aby „zapobiec skrzypieniu butów”. Ponadto w 1867 roku Foote opracowała nową maszynę do produkcji papieru, która wytwarzała papier „wyraźnie lepszy w stosunku do zwykłych rodzajów pod względem wytrzymałości, gładkości i łatwości równomiernego rozrywania”.

## Uznanie zasług
W 2010 roku emerytowany geolog naftowy Ray Sorenson natknął się na pracę Foote w „Roczniku odkryć naukowych 1857” i odkrył, że to ona jako pierwsza powiązała dwutlenek węgla ze zmianami klimatu. W styczniu 2011 roku Sorenson opublikował w AAPG Search and Discovery artykuł na temat Foote, który „spotkał się w większym zainteresowaniem niż jakakolwiek inna jego praca”. W listopadzie 2019 roku na Uniwersytecie Kalifornijskim w Santa Barbara podczas wykładu i wystawy prac archiwalnych podkreślono wkład Foote w naukę o klimacie i przyznano, że była długo pomijana w historii tej dziedziny. „Historia Foote nigdy nie była bardziej zajmująca – pokazuje obecność kobiet w nauce i ich znaczący wkład (w jej rozwój)”. „Nazywam ją Rosą Parks nauki” – powiedział John Perlin, naukowiec, który pisze książkę o Foote, aby udokumentować jej pierwszeństwo w tworzeniu podstaw do zrozumienia efektu cieplarnianego. John Perlin chce nadać jej miejsce wśród innych wczesnych pionierów nauki o klimacie, takich jak John Tyndall i Svante Arrhenius.
Foote była badaczką amatorką w czasach, gdy kobiety były wykluczone ze społeczeństwa naukowego i niewiele wydawnictw europejskich wspomniało o wynikach jej pracy. Historyk nauki Roland Jackson, wizytujący profesor w Royal Institution, postanowił przeanalizować kontekst społeczny czasów Foote i kwestie pierwszeństwa w zestawieniu z Tyndallem. Artykuł Foote zawiera jedynie ogólne informacje o jej aparacie i nie wymienia autorów prac którymi się inspirowała. Podobny aparat został zaprezentowany w 1770 roku przez de Saussure’a, jednak według Jacksona to Foote zasługuje na uznanie, jako pierwsza eksperymentująca z różnymi gazami. Europejscy naukowcy przyglądali się działaniu światła słonecznego i „promieniowania ziemskiego” (właściwie promieniowania podczerwonego) w tym, co obecnie nazywa się efektem cieplarnianym, a Tyndall cytował de Saussure’a, Fouriera, Pouilleta i Hopkinsa, odwołując się do ich badań przy zgłębianiu fizyki molekularnej. Wykorzystał źródła podczerwieni i opracował aparat Melloniego, aby uzyskać dokładne pomiary, tymczasem prosty aparat Foote nie rozróżniał promieniowania widzialnego od promieniowania podczerwonego. W połowie XIX wieku nie wszyscy badacze o sobie słyszeli: minęły dwa lata od publikacji, zanim Tyndall i Heinrich Magnus zdali sobie sprawę, że obaj pracują nad tym samym tematem. Joseph Henry (który prezentował jej artykuł na sesji AAAS) mógł go promować, ale najprawdopodobniej nie zrozumiał jego znaczenia. W rezultacie jej hipoteza o wpływie koncentracji dwutleneku węgla na klimat, nie zyskała należytego rozgłosu. Kontakty transatlantyckie były rzadkie i chociaż Ameryka była zaawansowana w dziedzinie historii naturalnej, a fizyka wciąż się rozwijała, niewielu amerykańskich fizyków uzyskało międzynarodową reputację.
W 2018 roku został wyprodukowany krótki film kostiumowy o jej życiu zatytułowany „Eunice”.

## Publikacje
- Wpływ działania ciepła promieni słonecznych[10][22] (1856 Saratoga Springs, Nowy Jork)
- Nowe źródło wzbudzenia elektrycznego[23] (1858)

## Życie osobiste
12 sierpnia 1841 roku wyszła za mąż za Elishę Foote’a, specjalizującego się w prawie patentowym, późniejszego sędziego, wynalazcę z East Bloomfield. Elisha i Eunice mieszkali w Seneca Falls na North Park Street, a później przenieśli się do Saratogi w stanie Nowy Jork. Eunice była określana „świetną portrecistką i malarką krajobrazu”. Mimo tego, jej postać nie została utrwalona na żadnym zdjęciu ani obrazie. Eunice i Elisha byli rodzicami:
- Mary Foote (1842–1931), artystki i pisarki, która poślubiła amerykańskiego senatora z Missouri Johna B. Hendersona
- Augusty Newton Foote (1844-1904), pisarki, która napisała The Sea at Ebb Tide i współzałożycielki Barnard College, żony Francisa B. Arnolda[25].

Eunice i Elisha mieli sześcioro wnuków.